# Rafael Carvajal Guzmán

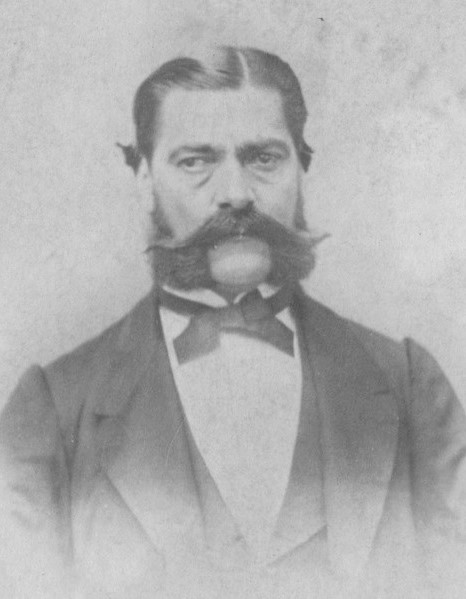
Rafael Carvajal, 1865.

Rafael Carvajal Guzmán (Ibarra, 1818 - Lima, 1881), was een Ecuadoraans politicus en schrijver. 
Rafael Carvajal werd in de stad Ibarra geboren. Hij ontving onderwijs aan de staatsschool van zijn geboorteplaats, maar ging later studeren aan het grootseminarie van Quito waar hij filosofie studeerde. Later studeerde hij rechten aan de Centrale Universiteit van Quito en op 23 maart 1848 ontving hij de doctorstitel. Nadien was hij hoogleraar in de economie, administratie en wetgeving aan de Centrale Universiteit.
Rafael Carvajal was van 1850 tot 1851 minister van Binnenlandse Zaken in de regering van Diego María de Noboa. In 1861 werd hij opnieuw minister van Binnenlandse Zaken (tot 1864) en in 1864 werd hij vicepresident onder Gabriel García Moreno. Hij was van 31 augustus 1865 tot 7 september 1865 interim-president van Ecuador. Hij werd opgevolgd door Jerónimo Carrión y Palacio.
Van 1867 tot 1868, en kort in 1869 was hij opnieuw minister van Binnenlandse Zaken.
In 1869 werd hij senator, maar na de dood van García Moreno (1875) trad hij terug. Hij stierf in Lima. Zijn stoffelijke resten werden in 1884 naar Guayaquil overgebracht en later in Quito te rustte gelegd.
Rafael Carvajal Guzmán was lid van de Partido Conservador Ecuatoriano (Conservatieve Partij van Ecuador).